# Doxing
Doxing of doxen is het publiceren van persoonsgegevens van een individu of organisatie, doorgaans op het internet.
Doxing heeft een negatieve lading omdat het veelal een wraakoefening is door middel van schending van de privacy. Daarnaast kan het gaan om intimidatie, chantage en online shaming, maar ook om activisme zoals klokkenluiden en het helpen met de opsporing van verdachten. In het ernstigste geval probeert men een heksenjacht te provoceren.
Informatie over een persoon wordt gewonnen uit onder meer publiek beschikbare databanken, sociale media, hacking en social engineering.

## Oorsprong van het woord
Het woord "doxing" is een neologisme. Het is afgeleid van een alternatieve spelling van het Engelse woord "docs" (een afkorting van "documents", "documenten") en verwijst zo naar het documenteren van persoonlijke informatie over iemand. Doxing is dan een samenvoeging van de Engelse woorden 'dropping dox', wat zoveel betekent als 'documenten publiceren'. Het werkwoord doxen werd in maart 2022 voor het eerst opgenomen in het Van Dale Groot woordenboek van de Nederlandse taal, toen de 16e editie verscheen.Doxing, een neologisme dat voortkomt uit de combinatie van "dropping" en "documents", verwijst naar het opzettelijk openbaar maken van persoonlijke informatie van een individu zonder diens toestemming, vaak met het doel schade aan te richten. Hoewel de term zelf in de jaren 1990 opkwam binnen de subcultuur van hackers, zijn er al eerder voorbeelden van het openbaar maken van persoonsgegevens, zelfs vóór het digitale tijdperk. Gedurende de Amerikaanse koloniale periode in de 18e eeuw publiceerden radicale groepen de namen van belastinginners als onderdeel van hun verzet tegen de Britse belastingheffing, wat een vroege vorm van publieke identificatie en shaming weerspiegelt.
In de vroege dagen van het internet, met name op Usenet in de jaren 1990, werd doxing ingezet om anonieme hackers te ontmaskeren en publiekelijk te bestraffen. Dit gebeurde door het verzamelen en publiceren van persoonlijke gegevens van de betrokkenen, vaak met het doel hen te vernederen of uit te sluiten van de gemeenschap. Doxing kan verschillende motieven dienen, zoals intimidatie, chantage, publieke bestraffing (shaming) of activisme. In sommige gevallen wordt het zelfs gebruikt om een 'heksenjacht' te ontketenen, waarbij een persoon of groep doelbewust wordt belasterd of vervolgd.
In Nederland werd het sinds 1 januari 2024 strafbaar gesteld om persoonsgegevens te verzamelen of te verspreiden met de bedoeling iemand te intimideren, hetgeen wordt beschouwd als een vorm van doxing. Deze wetgeving beoogt de bescherming van persoonlijke gegevens en het tegengaan van online intimidatie.
Samenvattend heeft doxing een lange en gevarieerde geschiedenis, die zowel elementen van vroegere publieke vernedering als moderne vormen van digitale intimidatie omvat. Het fenomeen heeft zich geëvolueerd van een praktijk binnen de subcultuur van hackers naar een bredere maatschappelijke uitdaging, waarbij wetgeving wordt ingevoerd om misbruik van persoonlijke informatie te bestrijden.

## Bekende gevallen

### België
- 2020; na de dood van Sanda Dia werden de persoonsgegevens van enkele betrokkenen en hun gezinsleden bekendgemaakt op een internetforum.[2] Dit heeft ertoe geleid dat een aantal van hen en hun familieleden op allerlei manieren werden lastiggevallen.
- 2021: na de groepsverkrachting van een 14-jarig meisje in Gent werden persoonsgegevens van de vermoedelijke daders gedeeld op de sociale media.[3]

### Nederland
- 2022: de adresgegevens van de latere minister Sigrid Kaag worden online gezet door covid-activist Willem Engel. Kaag was vervolgens van plan aangifte tegen Engel te doen. Doxing was in 2022 in Nederland echter niet strafbaar.[4]

### Oekraïne
- In Oekraïne bestaat de site Myrotvorets die namen en vaak ook persoonsgegevens van vijanden van het land bijhoudt. Deze heeft geen officiële status, maar de site wordt wel gebruikt bij het opsporen van collaborateurs, huurlingen en spionnen.[5]

### Verenigde Staten
- 1990-1999 in de Verenigde Staten publiceerden anti-abortusactivisten persoonsgegevens van medewerkers van abortusklinieken in de vorm van een “hitlijst”. De rechtbanken veroordeelden dit als een aanzetten tot geweld, maar ook later werden nog persoonsgegevens verspreid.[6]
- 2015: de identiteit van de Amerikaanse tandarts die de befaamde leeuw Cecil doodde in het Hwange National Park (Zimbabwe), werd bekendgemaakt in de Britse krant The Telegraph, met als gevolg dat deze zich verplicht zag zijn praktijk te sluiten.[7]

## Regulering
Doxing is in sommige landen strafbaar. Zo werd in Frankrijk in augustus 2021 de bestaande Wet ter versterking van de republikeinse principes uitgebreid met het zogenoemde Samuel Paty-amendement dat doxing bestraft met maximaal 5 jaar gevangenis en 75.000 euro boete. In België diende PS-parlementslid Laurence Zanchetta op 6 oktober 2021 een wetsvoorstel in dezelfde richting in.

### Nederland
In Nederland trad op 1 januari 2024 de wet Strafbaarstelling gebruik persoonsgegevens voor intimiderende doeleinden in werking, die een nieuw artikel 285d toevoegt aan het Wetboek van Strafrecht:

1. Degene die zich persoonsgegevens van een ander of een derde verschaft, deze gegevens verspreidt of anderszins ter beschikking stelt met het oogmerk om die ander vrees aan te jagen dan wel aan te laten jagen, ernstige overlast aan te doen dan wel aan te laten doen of hem in de uitoefening van zijn ambt of beroep ernstig te hinderen dan wel ernstig te laten hinderen, wordt gestraft met gevangenisstraf van ten hoogste twee jaren of geldboete van de vierde categorie.
2. Indien het feit, omschreven in het eerste lid, wordt gepleegd tegen een persoon in diens hoedanigheid van Minister, Staatssecretaris, commissaris van de Koning, gedeputeerde, burgemeester, wethouder, lid van een algemeen vertegenwoordigend orgaan, rechterlijk ambtenaar, advocaat, journalist of publicist in het kader van nieuwsgaring, ambtenaar van politie of buitengewoon opsporingsambtenaar wordt de op het feit gestelde gevangenisstraf met een derde verhoogd.